# Мезецкий, Семён Романович
Семён Романович Мезецкий — князь, воевода, наместник в правление Ивана III Васильевича и Василия III Ивановича.
Сын князя Мезецкого Романа Андреевича.

## Биография
Удельный князь мезецкий, на службе Великому княжеству Литовскому (с ок. 1484 до 1492),. Насильно привезен в Москву братом Михаилом Романовичем и отправлен в ссылку в Ярославль (октябрь 1492). По договору великих князей Ивана III и Александра, отпущен в Литву, но добровольно остался в Москве, приняв подданство.
Поступил на службу к Ивану III и водил Передовой полк к Великим Лукам против литовцев (1494).
Ходил с великим князем к Новгороду Великому (1495). После Ведрошской битвы (1500) прислан в помощь воеводам в Большой полк. Наместник в Новгороде (1501), в апреле был направлен воевать литовские волости. Воевода в Белой (1506—1507). Четвёртый воевода Большого полка на Угре (1509). Прислан на р. Угру в большой полк «для посылок» при обороне Белёвских мест от набега крымских царевичей (1512).
На время похода русских войск на Смоленск стоял на Угре воеводою со сторожевым полком «береженья для», откуда его отправили к Стародубу (1513).
В 1514-1515 годах был воеводой полка правой руки войска из Вошаны в Тулу.
Сыновья: Андрей, Иван, Пётр, Фёдор, Василий.